# Can Fatjó dels Urons
Can Fatjó dels Urons és una masia del municipi de Cerdanyola del Vallès (Vallès Occidental) inclosa en l'Inventari del Patrimoni Arquitectònic de Catalunya.

## Descripció
L'edifici principal conserva l'estructura de la primitiva de masia amb façana principal orientada a llevant, portal de punt rodó dovellat i teulada a dos pendents amb carener perpendicular a façana i barbacana. En la planta pis hi ha tres finestres renaixentistes, la central amb fris decorat amb metopes i tríglifs i un frontó triangular que se sustenta en dues pilastres laterals. L'interior està condicionat com a residència familiar. Les estances més antigues són les peces centrals de la façana principal. En planta baixa, l'entrada amb la cuina i el menjador, cobertes amb volta a banda i banda. En planta pis, la sala noble en el centre i dos dormitoris amb sala i alcova als costats. Hi ha mobles antics de diverses èpoques i un nínxol amb un plafó de rajoles catalanes amb una imatge de Santa Teresa. En la plataforma que presideix la façana principal, sembla que hi hagué un auró plantat que donà nom a la finca. La plataforma es perllongà cap al sud-est amb la coberta transitable d'un edifici semi-soterrat i en aquest límit es construí una barana calada que permetia gaudir de la vista de la plana de Cerdanyola amb la Serra de Collserola al fons. A banda i banda es construïren dos edificis de planta baixa, amb façanes d'obra vista de maó ceràmic, sostre de voltes de maó de pla recolzades sobre bigues metàl·liques i coberta plana. Dues portalades permetien controlar l'accés al pati des de l'arribada a la finca al sud-oest o cap als edificis auxiliars situats al nord. Una segona closa amb portalada al sud-oest, defineix el recinte limitat al nord-oest per una nau allargada amb coberta a dues vessants amb encavallada mixta d'uns 11 metres de llum, bigues i llates de fusta i tauler ceràmic. Adossada a la façana sud-oest d'aquesta nau hi havia un petit habitatge pels masovers que va ser enderrocat a principis del segle xxi.

## Història
L'any 1270 apareix un Isidre Fatjó dels Urons signant un testament. L'any 1520 una pubilla Fatjó dels Urons es casa amb Isidre Margenat. Isidre Margenat adquireix i afegeix al mas dos masos medievals més petits: el mas Farrerrons que era una parada i ferreria al peu de l'antic camí de Sant Cugat a Sabadell, dins de la Serra de Galliners, i el mas Baixadors. El 1553 en el fogatge apareixen tres focs Fatjó: el de Luis Fatjó del Molí, el d'Antoni Fatjó Xiprés i el de Joan Fatjó Palegrí. (informació extreta del pla especial de protecció del patrimoni arquitectònic i arqueològic de Cerdanyola del Vallès).